# Jacques Dewes
André Guilhaudin – francuski kierowca wyścigowy.

## Kariera
W wyścigach samochodowych Dewes poświęcił się głównie startom zaliczanym do klasyfikacji Mistrzostw Świata Samochodów Sportowych. W latach 1954-1955, 1958, 1961-1967 Francuz pojawiał się w stawce 24-godzinnego wyścigu Le Mans. Pierwszy raz dojechał do mety w 1958, kiedy uplasował się na trzeciej pozycji w klasie S 1.5. Trzy lata był najlepszy w klasie GT 4.0. W sezonie 1966 odniósł zwycięstwo w klasie GT 2.0, a w klasyfikacji generalnej uplasował się na czternastej pozycji.